# Avenida Palace

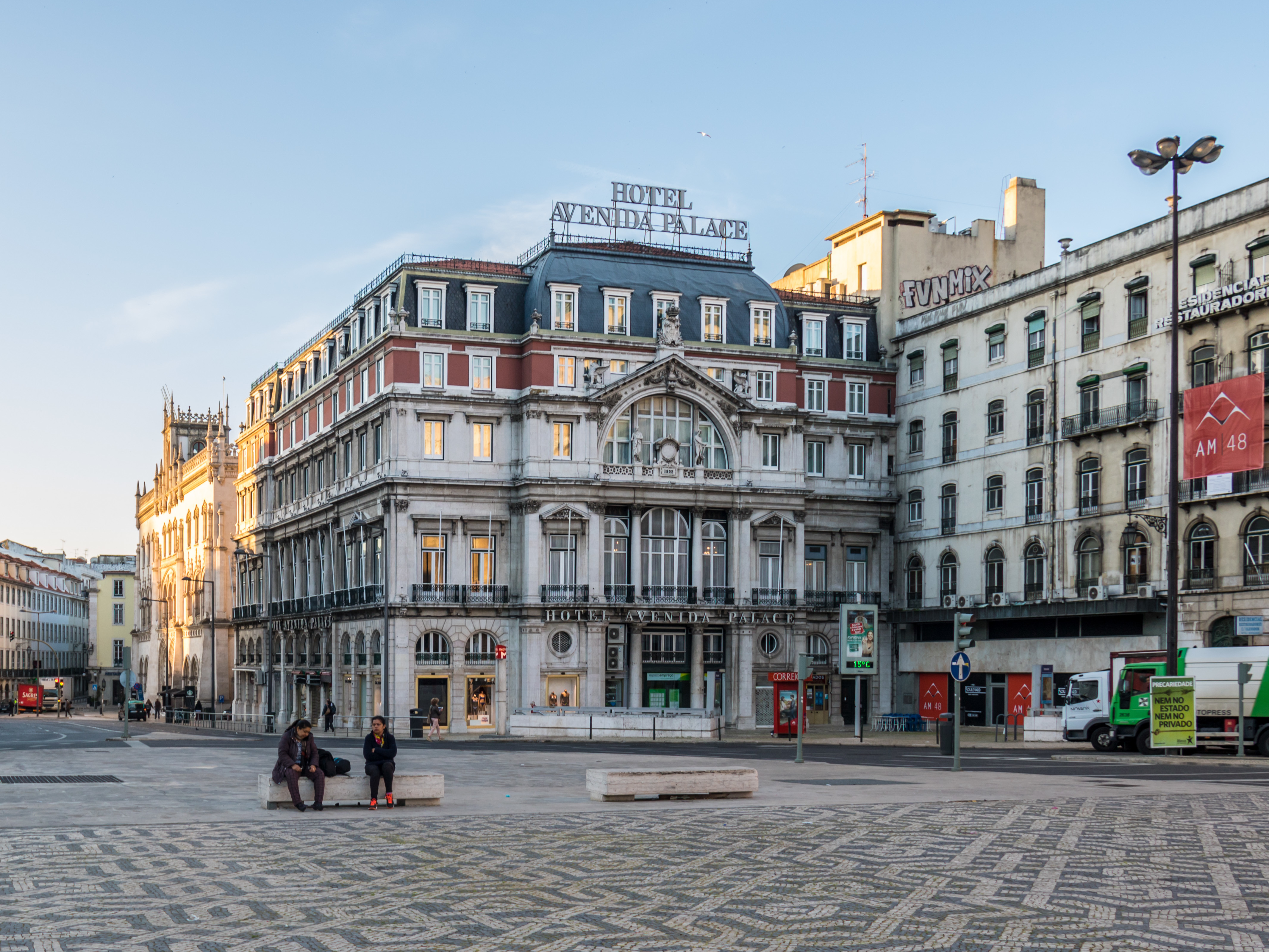

Het Avenida Palace Hotel in Lissabon is in 1891 door de Compagnie Internationale des Wagons-Lits (CIWL) geopend om de reizigers van de Sud Express kwalitatief goed onderdak te bieden. In 1894 is het hotel ondergebracht in CIWL-dochter Compagnie Internationale des Grands Hôtels (CIGH). In de Eerste Wereldoorlog heeft de CIGH de exploitatie gestaakt. 